# دونالد إل. ميلر
دونالد إل. ميلر (بالإنجليزية: Donald L Miller)‏ هو مؤرخ أمريكي، ولد في 1944.